# جوناثان ساندوفال
جوناثان ساندوفال (بالإسبانية: Jonathan Sandoval) (25 يونيو 1987 بمونتفيدو في الأوروغواي - ) هو لاعب كرة قدم أوروغواني في مركز الدفاع. لعب مع بنيارول وريفر بليت ومونتيفيديو واندررز ونادي ليفربول وCerro Largo F.C. ‏ وإنستيتوسيون أتلتيكا سود أمريكا ‏.

## وصلات خارجية
- جوناثان ساندوفال على موقع قاعدة بيانات كرة القدم.إي يو (الإنجليزية)
- جوناثان ساندوفال على موقع Soccerway.com (الإنجليزية)